# Essex (Missouri)
Essex és una població dels Estats Units a l'estat de Missouri. Segons el cens del 2000 tenia 524 habitants.

## Demografia
Segons el cens del 2000, Essex tenia 524 habitants, 216 habitatges, i 146 famílies. La densitat de població era de 722,6 habitants per km².
Dels 216 habitatges en un 28,7% hi vivien nens de menys de 18 anys, en un 55,1% hi vivien parelles casades, en un 8,8% dones solteres, i en un 32,4% no eren unitats familiars. En el 31,5% dels habitatges hi vivien persones soles el 17,1% de les quals corresponia a persones de 65 anys o més que vivien soles. El nombre mitjà de persones vivint en cada habitatge era de 2,43 i el nombre mitjà de persones que vivien en cada família era de 3,02.
Per edats la població es repartia de la següent manera: un 24,4% tenia menys de 18 anys, un 9% entre 18 i 24, un 26,1% entre 25 i 44, un 20,4% de 45 a 60 i un 20% 65 anys o més.
L'edat mediana era de 37 anys. Per cada 100 dones de 18 o més anys hi havia 85 homes.
La renda mediana per habitatge era de 28.036 $ i la renda mediana per família de 35.673 $. Els homes tenien una renda mediana de 25.000 $ mentre que les dones 20.833 $. La renda per capita de la població era de 14.345 $. Entorn del 8,2% de les famílies i el 12% de la població estaven per davall del llindar de pobresa.

## Poblacions més properes
El següent diagrama mostra les poblacions més properes.